# 2 Player Productions
兩位玩家製作（英语：2 Player Productions）為美國一間影片製作公司，其總部設於奧勒岡州波特蘭，由Pawl Owens、Paul Levering、Asif Siddiky在2005年創立，公司主要製作遊戲文化以及遊戲製作過程的紀錄片。

## 製作企劃

### 秘境探險3：德瑞克的騙局
秘境探險3：德瑞克的騙局（Uncharted 3: Drake's Deception）在2010年，曾被頑皮狗聘請製作幕後花絮，以詳細介紹遊戲的開發歷程。

### 當個創世神：Mojang的故事
在2012年12月，其發布了當個創世神：Mojang的故事（Minecraft: The Story of Mojang）紀錄片，是一個關於由瑞典公司Mojang所製作的當個創世神（Minecraft）開發過程的紀錄片；原先的想法是使用Kickstarter先在2011年2月21日做出概念視頻，並試圖籌集資金；原先目標為150,000美元，這個目標在2011年3月26日完成，到最後的募集金額是210,297美元 ；且根據捐贈金額，將有機會將捐贈者的個人故事分享於紀錄片中。